# Tipos móviles

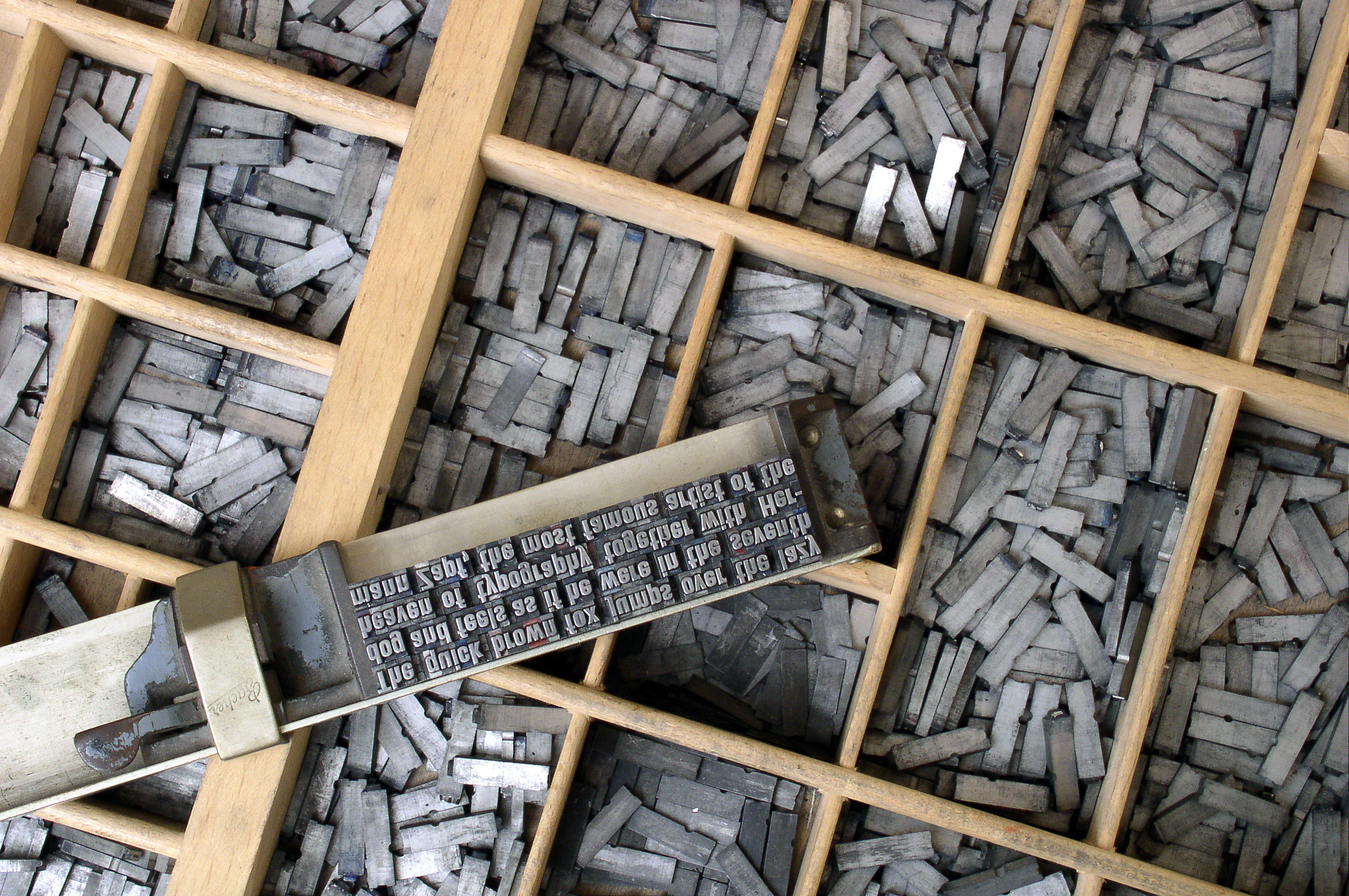
Una caja de piezas de tipos móviles de metal fundido y material tipográfico.

Los tipos móviles son tipos de letras basados en unas piezas habitualmente metálicas en forma de prisma, creadas de una aleación llamada «tipográfica» (plomo, antimonio y estaño). Cada una de estas piezas contiene un carácter o símbolo en relieve e invertido especularmente. Normalmente están compuestos de caracteres alfanuméricos individuales o signos de puntuación.

## Historia

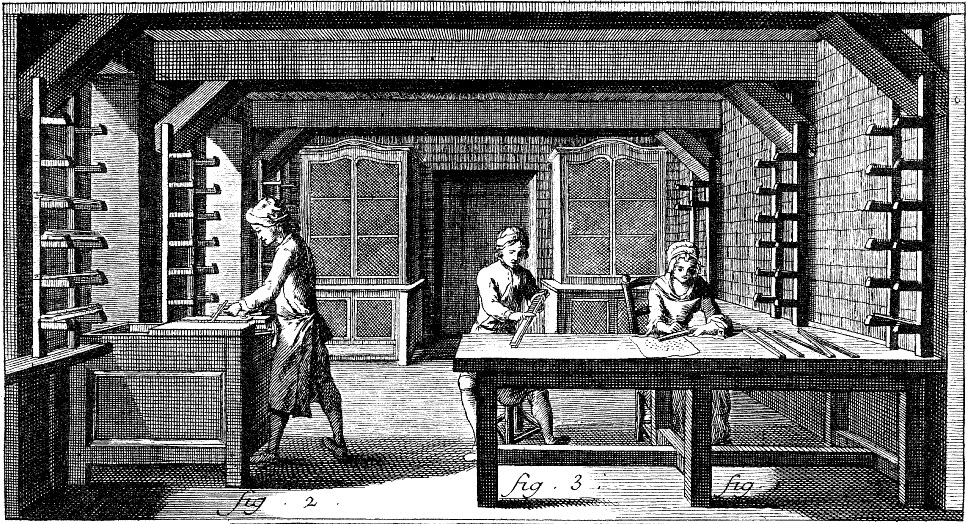
El acabado de los tipos móviles - de la Encyclopédie, 1763

A menudo se le ha atribuido al alemán Johannes Gutenberg el desarrollo de los tipos móviles. En realidad fue el chino Bi Sheng (990 – 1051) quien desarrolló, alrededor de 1040, durante la dinastía Song, el primer sistema de tipos móviles para imprimir textos de lo que se tiene referencia. La tecnología era similar a usada en el jikji coreano de 1377 y la de la imprenta que Gutenberg utilizó unos 400 años más tarde para producir sus famosas ediciones de la Biblia. 
La primera tecnología de impresión de tipos móviles del mundo para libros de papel estaba hecha de materiales de porcelana y se inventó alrededor del año 1040 dC en China durante la dinastía Song del Nord por el inventor Bi Sheng (990–1051). El primer dinero impreso en papel con tipos metálicos móviles para imprimir el código de identificación del dinero se fabricaron en 1161 durante la dinastía Song. En 1193, un libro de la dinastía Song documentaba cómo utilizar los tipos móviles de cobre. El libro más antiguo que se conserva impreso con tipos metálicos móviles, el Jikji, fue impreso en Corea en 1377 durante la dinastía Goryeo.
La propagación de ambos sistemas de tipos móviles se limitó, hasta cierto punto, principalmente a Asia oriental. La creación de la imprenta en Europa puede haber sido influenciada por varios informes esporádicos de la tecnología de tipos móviles llevada a Europa por empresarios y misioneros que volvían a China.  Algunos de estos relatos medievales europeos todavía se conservan en los archivos de las bibliotecas del Vaticano y de la Universidad de Oxford, entre otros muchos.
Hacia 1450, el orfebre alemán Johannes Gutenberg inventó la imprenta de tipos móviles metálicos, junto con innovaciones en la fundición de los tipos basadas en una matriz y un molde manual. El pequeño número de caracteres alfabéticos necesarios para las lenguas europeas fue un factor importante. Gutenberg fue el primero en crear sus piezas tipográficas a partir de una aleación de plomo, estanque y antimonio, y estos materiales permanecieron como estándar durante 550 años.
Para las escrituras alfabéticas, la configuración de la página con tipos móviles era más rápida que la impresión con bloques de madera. Las piezas con caracteres metálicos eran más resistentes y las letras eran más uniformes, lo que dio lugar a la tipografía y los tipos. La alta calidad y el precio relativamente bajo de la Biblia de Gutenberg (1455) establecieron la superioridad de los tipos móviles en Europa y el uso de las imprentas se extendió rápidamente. La imprenta puede considerarse uno de los factores clave que impulsaron el Renacimiento y, gracias a su eficacia, su uso se extendió por todo el mundo..
La invención de la composición tipográfica de metal caliente en el siglo XIX y sus sucesores provocó el declive de los tipos móviles en el siglo XX.

## Precursores de los tipos móviles

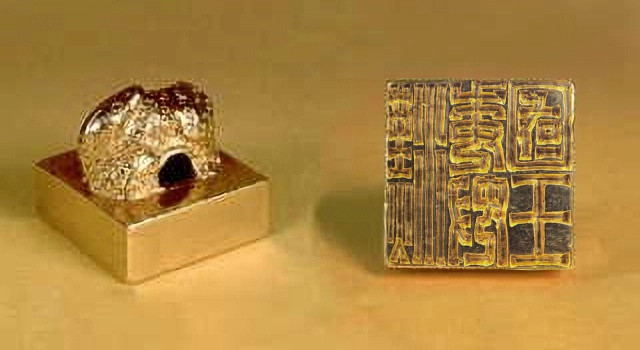
El sello de oro del rey de Na, otorgado por el emperador Guangwu de Han en Wana (Japón Yayoi) en el año 57 AD

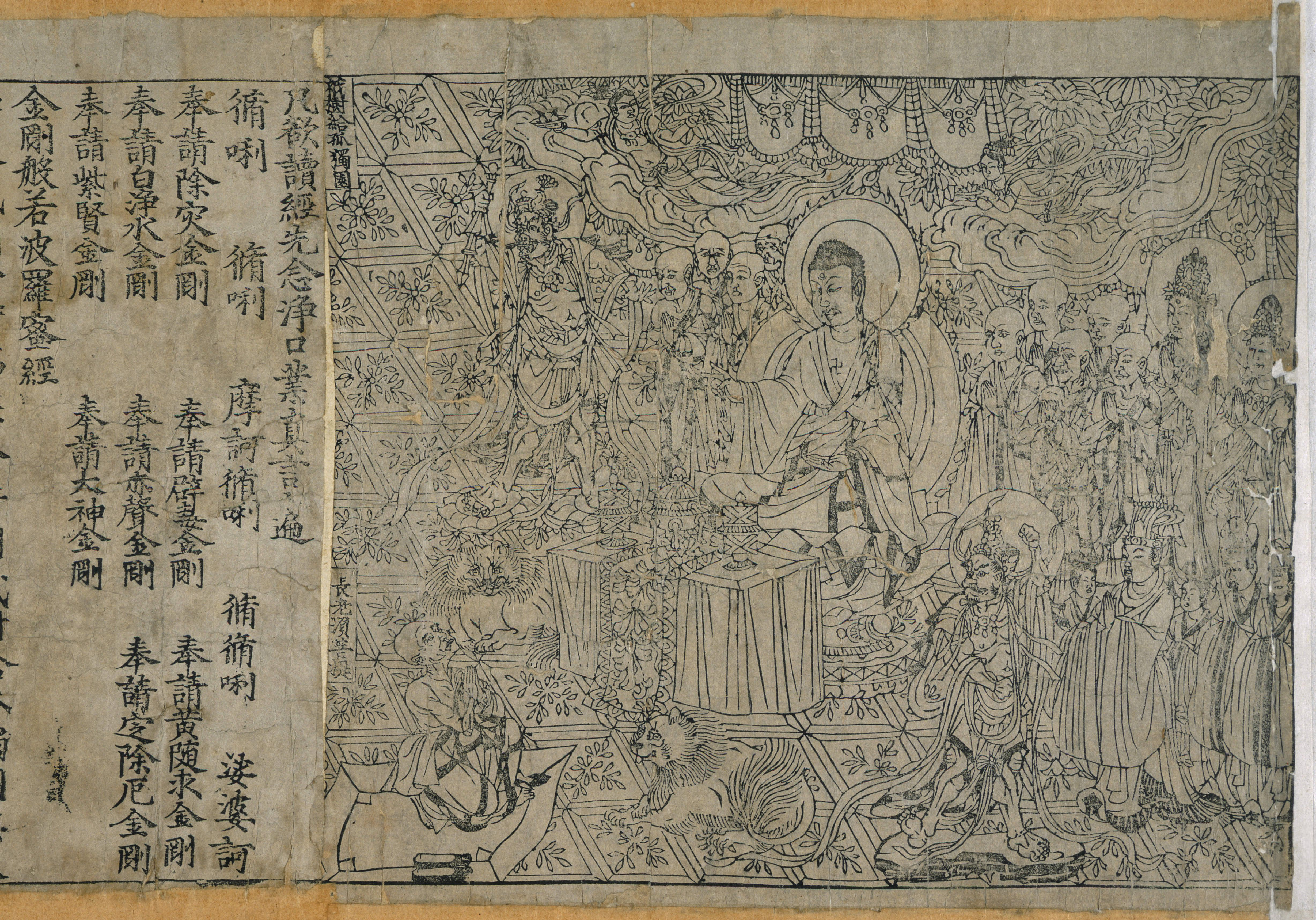
El frontispicio intrincado del Sutra del Diamante de la dinastía Tang de China, el libro impreso en madera más antiguo que se conserva, 868 dC (Museo Británico)

### Punzones de letras y monedas
La técnica de imprimir múltiples copias de símbolos o glifos con un punzón de tipo maestro hecho de metal duro se desarrolló por primera vez alrededor del 3000 aC en el antiguo Sumer. Estos tipos de punzones metálicos pueden considerarse precursores de los punzones de letras adaptados en milenios posteriores a la impresión con tipos metálicos móviles. sellos cilíndricos se utilizaban en Mesopotamia para crear una impresión sobre una superficie haciendo rodar el sello sobre arcilla húmeda.

### Sellos y timbres
Los sellos y timbres pueden haber sido precursores de los tipos móviles. El espaciado desigual de las impresiones en sellos de ladrillo hallados en las ciudades mesopotámicas de Uruk y Larsa, que datan del segundo milenio aC, ha sido conjeturado por algunos arqueólogos como prueba de que los sellos se realizaron con tipos móviles. El enigmático Disco de Festos minoico de c. Un estudioso ha considerado el período comprendido y en 1600 aC como un ejemplo temprano de un cuerpo de texto reproducido con caracteres reutilizables: podría haber sido producido pulsando "sellos" jeroglíficos preformados en la arcilla blanda. Algunos autores incluso consideran que el disco cumple técnicamente todos los criterios de definición para representar una incidencia temprana de la impresión de tipos móviles. En Occidente, la práctica de sellar documentos con una insignia personal u oficial impresa, normalmente de un anillo de sello gastado, se estableció durante el Imperio Romano y continuó durante los imperios Bizantino y Sacro Imperio Romanogermánico, hasta el siglo XIX, cuando se convirtió en costumbre la firma.
Los sellos en China se han utilizado desde al menos la dinastía Shang (segundo milenio a. C.). En los Zhou occidentales, los conjuntos de sellos se envolvían en bloques de tipos y se utilizaban en moldes de arcilla para fundir bronces. A finales del siglo III a. C., los sellos también se utilizaban para imprimir en cerámica. En las dinastías del Norte, las fuentes textuales contienen referencias a sellos de madera de hasta 120 caracteres. Los sellos tenían un elemento religioso. Los taoístas utilizaban focas como dispositivos curativos imprimiendo caracteres terapéuticos en la carne de los enfermos. También se utilizaban para sellar alimentos, creando un carácter talismán para alejar enfermedades. Las primeras evidencias de estas prácticas aparecieron en un contexto budista a mediados del siglo V. Siglos más tarde, se utilizaron sellos para crear cientos de imágenes de Buda. Según Tsien Tsuen-hsuin, los sellos chinos tenían un mayor potencial para convertirse en tipos móviles debido a su forma cuadrada, rectangular y plana, adecuada para una superficie de impresión, mientras que los sellos occidentales eran cilíndricos o scabarides, redondos u ovalados, y se utilizaban principalmente.

### Impresión con bloques de madera

Edición con tipos móviles – c. 1920

Anteriormente, para escribir se utilizaban huesos, conchas, rebanadas de bambú, tablillas de metal, tablillas de piedra, seda y otros materiales. Sin embargo, después de la invención del papel durante la dinastía Han china, los materiales de escritura se volvieron más portátiles y económicos. Sin embargo, copiar libros a mano aún requería mucho trabajo. No apareció la impresión sellada y el monotipo hasta la era Xiping (172-178 d. C.), hacia el final de la dinastía Han Oriental. Éstos se utilizaban para estampar diseños sobre tejidos y para imprimir textos.
Hacia el siglo VIII, durante la dinastía Tang, se inventó la impresión con bloque de madera, que funcionaba de la siguiente manera. Primero, la escritura impecablemente copiada a mano se enganchaba sobre un cartón relativamente grueso y liso, con la parte frontal del papel pegada al cartón, ya que el papel era tan delgado que era transparente, y los caracteres se mostraban claramente al revés para que cada trazo pudiera reconocerse fácilmente. Entonces, los cortadores recortaban las partes del tablero que no formaban parte del personaje, de modo que los personajes quedaran cortados en relieve, completamente distinto a los cortados en calcografía. Al imprimir, los caracteres hinchados tenían algo de tinta esparcida y quedaban cubiertos de papel. Con las manos de los trabajadores moviéndose suavemente por el reverso del papel, los caracteres se imprimían. Durante la dinastía Song, la impresión con bloques de madera llegó a su apogeo. Aunque la xilografía tuvo un papel influyente en la difusión de la cultura, hubo algunos importantes inconvenientes. Cortar la plancha de impresión requería un tiempo, mano de obra y materiales considerables. Tampoco era conveniente guardar estas placas y era difícil corregir errores.

#### Europa

La revolución de la imprenta en el siglo XV: En, unas 270 ciudades europeas adoptaron la impresión de tipos móviles.

Producción europea de impresión de tipos móviles desde Gutenberg hasta 1800

Johannes Gutenberg de Mainz, Alemania, inventó la imprenta, utilizando un sistema de tipos móviles metálicos. Gutenberg, como orfebre, conocía las técnicas de cortar punzones para hacer monedas a partir de moldes. Entre 1436 y 1450 desarrolló hardware y técnicas para la fundición de letras a partir de matrices utilizando un dispositivo llamado molde de mano. La invención clave de Gutenberg y su contribución a la impresión de tipos móviles en Europa, el molde manual, fue el primer medio práctico de realizar copias baratas de perforadoras en las grandes cantidades necesarias para imprimir libros completos, convirtiendo el proceso de impresión de tipos móviles.
Gutenberg y sus asociados desarrollaron tintas a base de aceite ideales para la impresión con prensa sobre papel, y las primeras tipografías latinas. Su método de fundición de tipos puede haber sido diferente del molde manual utilizado en décadas posteriores. Un análisis detallado de la tipografía utilizada en su Biblia de 42 líneas ha revelado irregularidades en algunos de los caracteres que no pueden atribuirse al esparcimiento de la tinta ni al desgaste de la tipografía bajo la presión de la prensa. Los estudiosos conjeturan que las piezas tipográficas podrían haber sido fundidas a partir de una serie de matrices hechas con una serie de punzones individuales, produciendo muchas versiones distintas del mismo glifo.  
El método utilizado por Gutenberg implicaba el uso de un único punzón para hacer un molde, pero el molde era tal que el proceso de quitar el tipo perturbaba la fundición, causando variantes y anomalías, y que el sistema punzón-matriz empezó a utilizarse posiblemente alrededor de la década de 1470
Esto plantea la posibilidad el desarrollo de los tipos móviles en Occidente haya sido progresivo en lugar de una innovación puntual.
Cada uno de estos tipos móviles contiene un carácter o símbolo de relieve que está invertido especularmente. La invención de los tipos móviles se atribuye a Johannes Gutenberg, que no inventó la imprenta sino "imprenta de tipos móviles" en occidente, dado que ya se habían utilizado en China miles de años antes (los ideogramas chinos eran suficientemente grandes para poder hacerlos de madera).
El sistema de impresión de tipos móviles de Gutenberg se extendió rápidamente por Europa, desde la imprenta de Mainz en 1457 hasta 110 prensas en 1480, 50 de ellas en Italia. Venecia se convirtió rápidamente en el centro de la actividad tipográfica y de impresión. Contribuciones significativas vinieron de Nicolas Jenson, Francesco Griffo, Aldus Manutius y otros impresores de finales del siglo XV en Europa. El sistema de impresión con tipos móviles de Gutenberg ofrecía varias ventajas respecto a las técnicas anteriores de tipos móviles. La aleación de plomo, antimonio y estaño utilizada por Gutenberg tenía la mitad de la temperatura de fusión del bronce, lo que facilitaba la fundición de los tipos y favorecía el uso de moldes de matriz metálica reutilizables en lugar de los moldes de arena y arcilla desechables. El uso de aleación de antimonio aumentó la dureza del tipo en comparación con el plomo y el estanque para mejorar la durabilidad del tipo. La matriz metálica reutilizable permitía a un solo trabajador experimentado producir entre 4.000 y 5.000 tipos individuales al día,  mientras que Wang Chen tenía artesanos trabajando durante dos años para fabricar 60.000 tipos de madera. 

## Fundición tipográfica
Antiguamente las matrices de impresión consistían en planchas de madera cortadas. Cada vez que se detectaba un error era necesario volver a cortar toda la plancha. A partir de ahí surgieron los tipos móviles, que permitían componer una página, y si se cometía un error, únicamente era necesario sustituir el carácter erróneo. Dado que estos tipos permitían ser usados una y otra vez, se optó por fundirlos en metal.

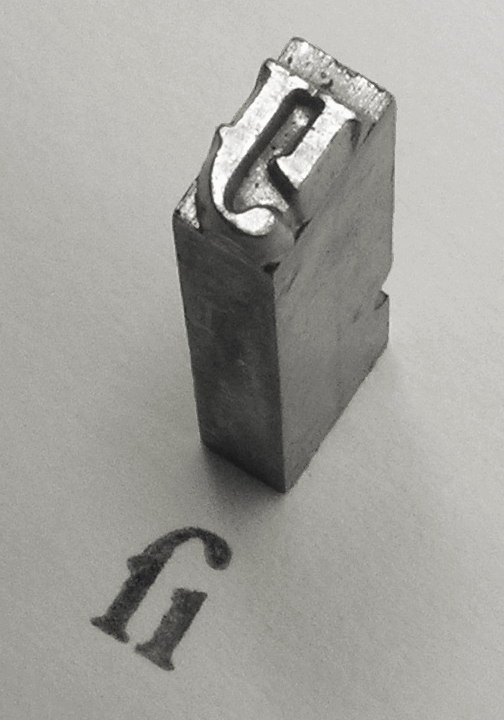
Un tipo móvil de metal fundido, S larga de estilo Garamond

### Etapas
La fundición tipográfica tal y como se practica en Europa y Occidente consta de tres etapas:
Punzones
Si el diseño del glifo incluye espacios cerrados (contraespacio ), entonces se hace un contrapunzón. Las formas de la contraforma se transfieren en relieve (camafeo) en el extremo de una barra rectangular de acero al carbono mediante una herramienta de grabado especializada llamada graver. El contrapunzón acabado se endurece mediante calentamiento y temple (recuita) o exposición a un compuesto de cianuro caliente (endurecimiento por cementación). El contrapunzón se golpea contra el extremo de una barra de acero rectangular similar —el punzón— para imprimir los contraespacios como espacios rebajados (intaglio). El perfil exterior del glifo se completa raspando con un grabador el material fuera de los espacios del mostrador, dejando sólo el trazo o las líneas del glifo. El progreso hacia el diseño terminado se comprueba mediante sucesivas pruebas de humo; impresiones temporales hechas a partir de una fina capa de carbono depositada en la superficie del punzón por la llama de una vela. El punzón terminado se endurece finalmente para soportar los rigores de la reproducción mediante el golpe. Se produce un contrapunzón y un perforador de letra por cada letra o glifo que componen una fuente completa.
Matriz
El punzón se utiliza para golpear un dado en blanco de metal blando para realizar un molde de letras negativas, llamado matriz.
Molde
La matriz se inserta en la parte inferior de un dispositivo llamado molde de mano. El molde se cierra con sujeción y se vierte una aleación metálica fundida (compuesto principalmente de plomo y estaño, con una pequeña cantidad de antimonio para endurecerlo) en una cavidad desde la parte superior. El antimonio tiene la rara propiedad de expandirse al enfriarse, dando a la pieza de fundición bordes afilados. Cuando el metal tipo se ha enfriado lo suficiente, el molde se desbloquea y se forma un bloque rectangular de aproximadamente4 cm (1,6 plg) de largo, llamada <i id="mwATs">ordenación</i>, se extrae. El exceso de fundición en el extremo de la clasificación, llamado espiga, se elimina posteriormente para hacer que la clasificación tenga la altura precisa necesaria para la impresión, conocida como "altura del tipo".